# Moussa Camara (ur. 1998)
Moussa Camara (ur. 27 listopada 1998 w Siguiri) – piłkarz gwinejski grający na pozycji bramkarza. Od 2015 jest piłkarzem klubu Horoya AC.

## Kariera klubowa
Swoją karierę piłkarską Camara rozpoczął w klubie Milo FC. W sezonie 2014/2015 zadebiutował w jego barwach w drugiej lidze gwinejskiej. W 2015 roku przeszedł do pierwszoligowego klubu Horoya AC. Wraz z nim pięciokrotnie wywalczył mistrzostwo Gwinei w sezonach 2015/2016, 2016/2017, 2017/2018, 2018/2019 i 2020/2021. Zdobył też dwa Puchary Gwinei w sezonach 2015/2016 i 2018/2019.

## Kariera reprezentacyjna
W reprezentacji Gwinei Camara zadebiutował 15 lipca 2017 roku w wygranym 3:1 meczu Mistrzostw Narodów Afryki 2017 z Gwineą Bissau rozegranym w Bissau. W 2022 roku został powołany do kadry na Puchar Narodów Afryki 2021. Był na nim rezerwowym i nie rozegrał żadnego meczu.